# Holger Horz
Holger Horz (* 25. Juni 1968 in Limburg/Lahn) ist ein deutscher Psychologe und Professor für Pädagogische Psychologie (Arbeitseinheit „Lehren und Lernen im Erwachsenenalter“) an der Goethe-Universität Frankfurt am Main. Darüber hinaus ist er an der Goethe-Universität seit 2015 geschäftsführender Direktor der Akademie für Bildungsforschung und Lehrerbildung sowie seit 2011 Leiter des Interdisziplinären Kollegs für Hochschuldidaktik.

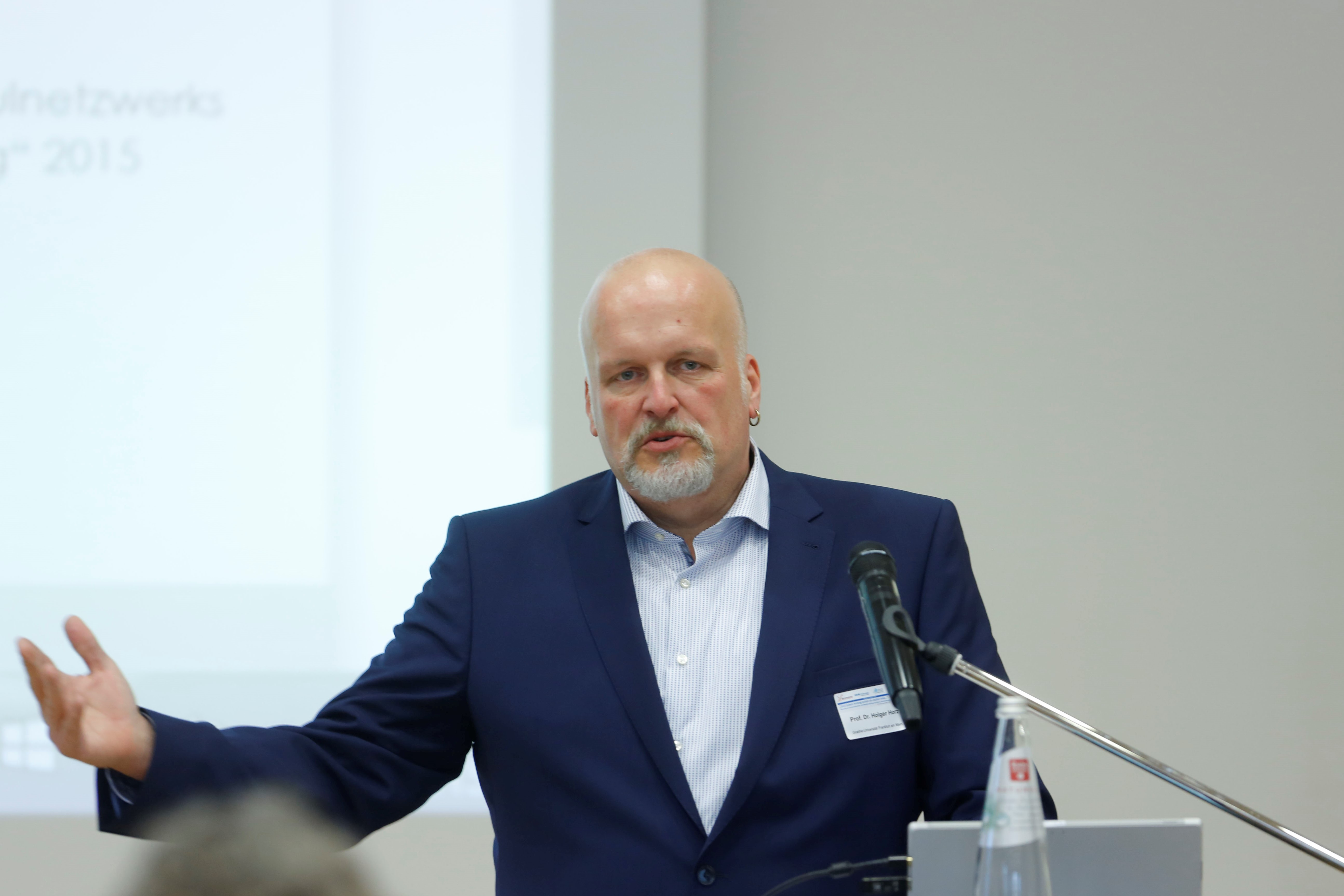
Holger Horz

## Leben
Horz erlangte 1997 ein Diplom in Psychologie an der Goethe-Universität Frankfurt am Main. Er arbeitete danach als wissenschaftlicher Mitarbeiter an der Universität Mannheim, wo er 2004 zur Thematik des computergestützten Lehren und Lernens promovierte. Nach einer Anstellung an der Ernst Moritz Arndt Universität Greifswald arbeitete Holger Horz als wissenschaftlicher Angestellter an der Universität Koblenz-Landau. Dort schloss er 2008 seine Habilitation mit dem Titel „Blended Learning“ ab. Im gleichen Jahr erhielt er den Ruf an die University of Applied Sciences Northwestern Switzerland (FHNW) für die Professur für angewandte Psychologie. Seit 2010 ist er Professor für Pädagogische Psychologie an der Goethe-Universität Frankfurt, wo er die Arbeitseinheit „Lernen und Lehren im Erwachsenenalter“ leitet.
In seinen Forschungsarbeiten beschäftigt sich Holger Horz vor allem mit der Thematik des Lifelong Learning insbesondere von Schul- und Hochschullehrkräften. Darüber hinaus liegt einer seiner Forschungsschwerpunkte im Bereich der Kompetenzen im Umgang mit digitalen Medien. Zu diesen Themen leite er mehrere interdisziplinäre, größere Verbundforschungsprojekte. In seiner Funktion als Vorstandsmitglied der Deutschen Gesellschaft für Psychologie (DGPs) richtete er als Kongresspräsident gemeinsam mit Johannes Hartig den Kongress der DGPs 2018 in Frankfurt aus.

## Forschungsschwerpunkte
- Digital Learning & Informations-, Computer- und Kommunikationsbezogene Kompetenzen (ICT-Literacy)
- Lebenslanges Lernen (Lifelong Learning)
- Hochschuldidaktik, Higher Education
- Lehrkräftebildung

## Funktionen
Holger Horz arbeitet seit 2010 als Professor für Pädagogische Psychologie an der Goethe-Universität Frankfurt, an der er auch studierte. Dort hat er auch folgende Funktionen inne:
- Professor für Pädagogische Psychologie mit dem Schwerpunkt Psychologie des Lehrens und Lernens im Erwachsenenalter an der GU Frankfurt
- Studiendekan Psychologie des Fachbereichs 05 (Psychologie und Sportwissenschaften) der Goethe-Universität (seit 2014)

### Wissenschaftliche Leitungsfunktionen
- Leiter der Arbeitseinheit Psychologie des Lehrens und Lernens im Erwachsenenalter der Goethe-Universität (seit 2010)
- Leiter des Interdisziplinären Kollegs Hochschuldidaktik (IKH) der Goethe-Universität (seit 2010)
- Gesamtprojektleiter des Forschungsverbundes CaTS – Computerbasiertes adaptives Testen im Studium. Verbundprojekt Goethe-Universität und Deutsches Institut für Internationale Pädagogische Psychologie (LIBB/DIPF) (2026-2019)
- Wissenschaftlicher Leiter der Arbeitsstelle Service Learning (seit 2015)
- Leiter des Verbundprojektes „ALI - AI and digital Technologies in Learning and Instruction“ (seit 2021)
- Leiter des Verbundprojektes Digi_Gap – Digitale Lücken in der Lehrkräftebildung schließen (2014–2024)
- Leiter des Verbundprojektes „Wissenschaftliche Evaluation des Praxissemester-Modellversuchs im Rahmen des Lehramtsstudiums. (GU Frankfurt, Uni Gießen, Uni Kassel)“ (2016–2024)

### Governance-, Beirats- und Verbandsfunktionen
- Geschäftsführender Direktor der Akademie für Bildungsforschung und Lehrkräftebildung (ABL) (seit 2015)
- Senator und Listensprecher „Liste Hochschulentwicklung“ (LH) im Senat der Goethe-Universität
- Vorsitzender des Beirats des Instituts für Schulentwicklung, TU Dortmund (Vorsitz seit 2022)
- Mitglied des Direktoriums Grade Education der Goethe-Universität (seit 2017)
- Beirat und Direktoriumsmitglied des Methodenzentrums im Starken Start der Goethe-Universität (seit 2012)

### Ehemalige Funktionen
- Beirat in Zukunft der Lehre der Goethe-Universität (2020–2022)
- Beirat in Third Mission der Goethe-Universität (2018–2021)
- Kongresspräsident des 51. Kongresses der Dt. Gesellschaft für Psychologie (2018)
- Beirat des Hochschulrechenzentrums der Go-Universität (2016–2021)
- Vorstandsmitglied der Deutschen Gesellschaft für Psychologie (2016–2018)
- Vorstandsmitglied und -beauftragter für Forschung im Netzwerk Bildung durch Verantwortung (2015–2019)
- Beirat des Kompetenzzentrums Hochschuldidaktik der Mathematik (2014–2018)
- Mitglied des Vorstands im Swiss Institute for Service Sciences (2008–2010)

## Mitgliedschaften
- Mitglied in der Deutschen Gesellschaft für Psychologie (DGPs), Fachgruppe Pädagogische Psychologie und Fachgruppe Medienpsychologie
- Mitglied in der Arbeitsgruppe für Empirische Pädagogische Forschung (AEPF)
- Mitglied in der Gesellschaft für empirische Bildungsforschung (GEBF)
- Mitglied in der American Educational Research Association (AERA)
- Mitglied in der European Association for Research on Learning and Instruction (EARLI)
- Mitglied in Special Interest Groups (SIG 4, 6, 7) der European Association for Research on Learning and Instruction
- Mitglied in der Deutschen Gesellschaft für Hochschuldidaktik (DGHD)
- Ehem. Mitglied und Repräsentant im Direktorium des Swiss Institute of Service Science

## Werke
- Lernen mit Computern: Interaktionen von Personen- und Programmmerkmalen in computergestützten Lernumgebungen. Waxmann, Münster 2004. ISBN 978-3-8309-6418-6.